# Lamprospora astroidea
Lamprospora astroidea är en svampart som först beskrevs av Hazsl., och fick sitt nu gällande namn av Jean Louis Emile Boudier 1907. Lamprospora astroidea ingår i släktet Lamprospora och familjen Pyronemataceae.   Inga underarter finns listade i Catalogue of Life.